# Marcel Herrmann
Marcel Herrmann (* 22. Januar 1987) ist ein deutscher Volleyballspieler.

## Karriere
Herrmann begann seine Karriere im Jahr 2000 beim VC Gotha. Später spielte er beim Nachwuchsteam VC Olympia Berlin, ehe er 2007 nach Gotha zurückkehrte. 2010 gelang ihm mit dem Verein der Aufstieg in die Bundesliga. Nach der Gothaer Insolvenz 2012 wechselte Herrmann zum fränkischen Zweitligisten VSG Coburg/Grub.